# Шишкина, Алла Анатольевна
А́лла Анато́льевна Ши́шкина (род. 2 августа 1989, Москва) — российская синхронистка, телеведущая, трёхкратная олимпийская чемпионка в групповых упражнениях (2012, 2016 и 2020), 14-кратная чемпионка мира, шестикратная чемпионка Европы.

## Биография
С 5 лет занималась музыкой и балетом, в 7 лет увидела по телевизору соревнования по синхронному плаванию. Уговорила родителей отвести её в секцию синхронного плавания в СК «Олимпийский». Первый тренер — Елизавета Филаткина, потом — Светлана Волкова, личный тренер — Наталия Чижова.
Не попала в юниорскую сборную, после олимпиады в Пекине прошла отбор в сборную России (2008).
Тренировалась в Москве у Татьяны Покровской.
Получила образование в области туристического менеджмента, параллельно с занятиями спортом работала по специальности.
Участвовала в кулинарном шоу «Званый ужин».
Завершила спортивную карьеру после Олимпийских Игр в Токио.
С 9 февраля 2022 года ведёт свой канал «Без воды» на YouTube, где берёт интервью у российских знаменитостей.

## Награды
- Орден Александра Невского (11 августа 2021 года) — за большой вклад в развитие отечественного спорта, высокие спортивные достижения, волю к победе, стойкость и целеустремленность, проявленные на Играх XXXII Олимпиады 2020 года в городе Токио (Япония)[1].
- Орден Почёта (25 августа 2016 года) — за высокие спортивные достижения на Играх XXXI Олимпиады 2016 года в городе Рио-де-Жанейро (Бразилия), проявленные волю к победе и целеустремлённость[2].
- Орден Дружбы (13 августа 2012 года) — за большой вклад в развитие физической культуры и спорта, высокие спортивные достижения на Играх XXX Олимпиады 2012 года в городе Лондоне (Великобритания)[3].
- Заслуженный мастер спорта России (9 февраля 2010 года)[4].
- Почётная грамота Президента Российской Федерации (19 июля 2013 года) — за высокие спортивные достижения на XXVII Всемирной летней универсиаде 2013 года в городе Казани[5].